# Stari Dulići
Stari Dulići (cyr. Стари Дулићи) – wieś w Bośni i Hercegowinie, w Republice Serbskiej, w gminie Gacko. W 2013 roku liczyła 67 mieszkańców.